# Robert Scalio
Robert de Hauteville (n. cca. 1068 – d. aprilie 1110), numit Scalio, membru al dinastiei normande Hauteville a fost cel mai tânăr dintre fiii ducelui Robert Guiscard de Apulia cu cea de a doua sa soție, Sichelgaita. 
Se pare că Robert Scalio a participat la campaniile întreprinse de tatăl său și de fratele său vitreg Bohemund de Taranto în Balcani împotriva Bizanțului în 1084–1085. În continuare, Scalio a fost un supus loial față de succesorul lui Guiscard, Roger Borsa (un alt frate mai mare al său), pe care l-a însoțit la Palermo în 1086. El mai apare ca subsemnatar a diferite documente emise de Roger Borsa. Nu se cunoaște în posesia căror domenii din sudul Italiei s-ar fi aflat.